# جائزة الملك سلمان لشباب الأعمال
جائزة الملك سلمان لشباب الأعمال جائزة سنوية يقدمها مركز الملك سلمان للشباب لتحفيز ودعم شباب الأعمال. من خلال تأسيس وترسيخ روح المبادرة لدى شباب الأعمال، والمساهمة في بناء جيل مبدع من القيادات الشابة.
تتكون الجائزة من ثمانية فروع هي
1. جائزة الملك سلمان لشباب الأعمال في القطاع الصناعي.
2. جائزة الملك سلمان لشباب الأعمال في القطاع الخدمي.
3. جائزة الملك سلمان لشباب الأعمال في القطاع التجاري.
4. جائزة الملك سلمان لشباب الأعمال في القطاع التقني.
5. جائزة الملك سلمان لشباب الأعمال في القطاع الزراعي.
6. جائزة الملك سلمان لشباب الأعمال في الإعلام الجديد.
7. جائزة الملك سلمان لشابات الأعمال.
8. جائزة الملك سلمان لشباب الأعمال للقياديين.

## وصلات خارجية
الموقع الرسمي